# Кравс Олександр Станіславович
Олександр Станіславович Кравс (нар. 25 травня 1942, Львів — пом. 30 грудня 2012, Львів) — український радянський футболіст.
Вихованець львівських колективів «Червоний прапор» (фабрика «Прогрес») і СКВО. Його тренерами були Іван Зуб і Володимир Ханенко. Футбольна кар'єра проходила у клубах «Нафтовик» (Дрогобич), СКА (Львів), «Промінь» (Львів), «Авангард» (Тернопіль) — захисник у сезоні-1964 (клас «Б»), «Сокіл» (Львів). Останні роки свого життя працював у ЛСДЮШОР-4.
Володар Кубка мільйонів.